# Max Gelhaar
Max Gelhaar (* 26. September 1997 in Schkeuditz) ist ein deutscher Paratriathlet. Er ist deutscher Meister, Vizeweltmeister und Vizeparalympicssieger.

## Karriere
Max Gelhaar war in seiner Kindheit zunächst im Paraschwimmen aktiv, bevor er 2016 zum Paratriathlon wechselte. Er hat seit seiner Geburt eine spastische Hemiparese auf der linken Körperseite und startet in der Klasse PTS 3.
Bei den Sommer-Paralympics 2024 in Paris gewann er die Silbermedaille.

## Erfolge
- 2022: Deutscher Meister
- 2023: Vizeweltmeister,[2] Vizeeuropameister[3]
- 2024: Vizeparalympicssieger[2]